# ギリシャ海軍

ギリシャ海軍の軍艦旗（民用の商船旗、第二共和制時代の軍艦旗、現在の国旗と共通）。王制期は十字中央に王冠が配置されていた。

ギリシャ海軍のエンブレム

ギリシャ海軍(ぎりしゃかいぐん、ギリシア語: Πολεμικό Ναυτικό)は、ギリシャの海軍。2007年時点の人員は19,000人。戦闘艦艇85隻、補助艦艇50隻と航空機29機を保有し、ピレウス、パトラ、テッサロニキに主要軍港を置く。ギリシャ沿岸警備隊を傘下に持つ。

## 歴史
近代ギリシャ海軍は、ギリシャ独立戦争時の武装商船隊に起源を発する。ギリシャ王国の成立後は王立海軍（Βασιλικόν Ναυτικόν）として発展し、希土戦争やバルカン戦争でもオスマン帝国海軍と戦って数度の勝利を収めた。第二次世界大戦では連合国側で参戦し、ドイツ空軍の攻撃で大きな被害を受けた。第二次世界大戦後、アメリカなどの援助を受けて再建が行われた。

## 組織

### 参謀部
- ギリシャ国防参謀本部
  - ギリシャ海軍参謀
    - 艦隊司令部
      - エーゲ海海軍司令部
      - イオニア海海軍司令部
      - 北ギリシャ海軍司令部
      - 海軍訓練司令部
      - 主計司令部
        - クレタ島海軍ドック
        - サラミス海軍基地

      - ギリシャ海軍測量部隊
      - 灯台部隊

### 戦闘部隊
- フリゲート部隊
- 砲艦部隊
- ミサイル艇部隊
- 潜水部隊
- 水陸両用強襲部隊
- 水中爆破処分部隊
- 防空部隊
  - 海軍ヘリコプター部隊
  - 第353海軍合同中隊

### 戦闘支援部隊
- 掃海部隊

### 戦闘部隊支援
- 海軍戦術訓練学校

## 階級

### 士官
- OF-10 ―
- OF-9 海軍大将 (Admiral)
- OF-8 海軍中将 (Vice Admiral)
- OF-7 海軍少将 (Rear Admiral)
- OF-6 ―
- OF-5 海軍大佐 (Captain)
- OF-4 海軍中佐 (Commander)
- OF-3 海軍少佐 (Lieutenant　Commander)
- OF-2 海軍大尉 (Lieutenant)
- OF-1 海軍中尉 (Sub-Lieutenant)
- OF-1 海軍少尉 (Ensign)

### 下士官(兵曹)
- OR-9 ―
- OR-8 ―
- OR-7 上級兵曹長 (Master Chief Petty Officer)
- OR-6 兵曹長 (Chief Petty Officer)
- OR-5 一等兵曹 (Petty officer 1st class)
- OR-4 二等兵曹 (Petty officer 2nd class)

### 兵(水兵)
- OR-3 水兵長 (Leading Rate)
- OR-2 上等水兵 (Able Seaman)
- OR-1 水兵 (Seaman)

## 装備

### 艦艇
2011年6月現在。『Jane's Fighting Ships 2011-2012』より。
歴代艦艇については「ギリシャ海軍艦艇一覧」を参照。

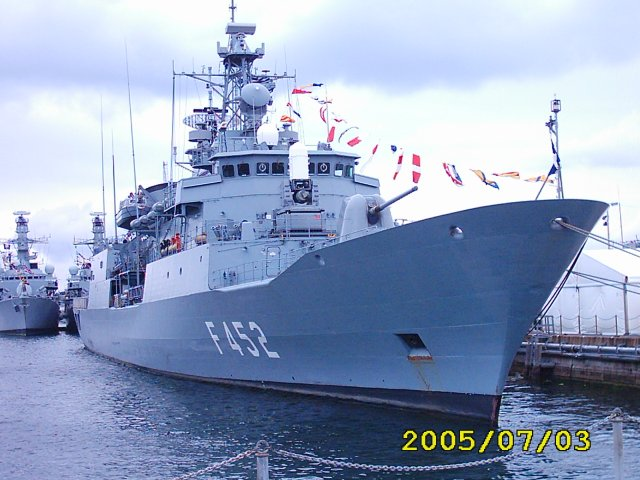
イドラ級フリゲート1番艦、イドラ（F452）。2005年にポーツマスに寄港した際に撮影された画像。

通常動力型潜水艦
- 独214型×1（5隻建造中）

（S120 Papanikolis） - 2010年
（S121 Pipinos） - 2014年
（S122 Matrozos） - 2012年就役予定
（S123 Katsonis） - 2013年就役予定
2017年就役予定
2018年就役予定
- 独209/1100型×4

グラウコス（S110 Glavkos） - 1971年
（S111 Nereus） - 1972年
（S112 Triton） - 1972年
（S113 Proteus） - 1972年
- 独209/1200型×4

ポセイドン（S116 Poseidon） - 1979年
（S117 Amphitrite） - 1979年
（S118 Okeanos） - 1979年
（S119 Pontos） - 1980年
フリゲート
- イドラ級（MEKO 200 HN）×4

イドラ（F452 Hydra） - 1992年
（F453 Spetsai） - 1996年
（F454 Psara） - 1998年
（F455 Salamis） - 1998年
- エリ級×10（旧オランダ海軍、コルテノール級フリゲート×8を含む）

エリ（F450 Elli） - 1981年
（F451 Limnos） - 1982年
（F460 Aegeon） - 1993年再就役
（F459 Adrias） - 1994年再就役
（F461 Navarinon） - 1995年再就役
（F462 Kountouriotis） - 1997年再就役
（F463 Bouboulina） - 2001年再就役
（F464 Kanaris） - 2002年再就役
（F465 Themistocles） - 2003年再就役
（F466 Nikiforos Fokas） - 2003年再就役
ミサイル艇
- ルッセン級×5（2隻建造中）

（P67 Ypoploiarchos Roussen） - 2005年
（P68 Ypoploiarchos Daniolos） - 2006年
（Y69 Ypoploiarchos Kristallidis） - 2006年
（Y70 Ypoploiarchos Grigoropoulos） - 2010年
（Y71 Anthypoploiarchos Ritsos） - 2010年
（Karathanasis） - 2012年就役予定
（Vlahakos） - 2013年就役予定
- ラ・コンバタント3型×9

（P20 Anthypoploiarchos Laskos） - 1977年
（P21 Plotarchis Blessas） - 1977年
（P22 Ypoploiarchos Mikonios） - 1978年
（P23 Ypoploiarchos Troupakis） - 1977年
（P24 Simeoforos Kavaloudis） - 1980年
（P26 Ypoploiarchos Degiannis） - 1980年
（P27 Simeoforos Xenos） - 1981年
（P28 Simeoforos Simitzopoulos） - 1981年
（P29 Simeoforos Starakis） - 1981年
- ラ・コンバタント2A型（旧ドイツ海軍、ティーガー級ミサイル艇）×6

（P72 Ypoploiarchos Votsis） - 1994年
（P73 Anthypoploiarchos Pezopoulos） - 1994年
（P74 Plotarchis Vlahavas） - 1995年
（P75 Plotarchis Maridakis） - 1995年
（P76 Ypoploiarchos Tournas） - 2000年
（P77 Plotarchis Sakipis） - 2000年
哨戒艇
- アントニウ級×2

（P286 Diopos Antoniou） - 1975年
（P287 Kelefstis Stamou） - 1975年
- アンドロメダ級×4

（P196 Andromeda） - 1966年
（P198 Kyknos） - 1967年
（P199 Pigasos） - 1967年
（P228 Toxotis） - 1967年
- アルマトロス級×2

（P18 Armatolos） - 1990年
（P19 Navmachos） - 1990年
- カソス級×2

（P57 Kasos） - 1993年
（P61 Polemistis） - 1994年
- マキティス級×4

（P266 Machitis） - 2003年
（P267 Nikiforos） - 2004年
（P268 Aittitos） - 2004年
（P269 Krateos） - 2005年
- トルミ級×2

（P229 Tolmi） - 1969年
（P230 Ormi） - 1969年
高速艇
- Special Warfare Craft×11

SAP1-11
戦車揚陸艦（LST）
- ヒオス級×5

（L173 Chios） - 1996年
（L174 Samos） - 1994年
（L175 Lesbos） - 1999年
（L176 Ikaria） - 1999年
（L177 Rodos） - 2000年
エアクッション型揚陸艇（LCAC）
- 露ポモルニク型×3

（L180 Kefallinia） - 2001年
（L181 Ithaki） - 2001年
（L182 Kerkira） - 2005年
汎用揚陸艇（LCU）
- 520型×6

（L167 Ios）、（L169 Irakleia）、（L170 Folegandros）、（L178 Naxos）、（L179 Paros）、（L195 Serifos）
- その他×1

機雷掃討艇
- 米オスプレイ級×2（3隻計画中）

（M61 Evniki） - 1995年再就役
（M64 Kalypso） - 1994年再就役
- 英ハント型掃海艇×2

(M62エウローペー　Ευρώπη) ｰ2001年再就役
(M63カリストー　Καλλιστώ) ｰ2001年再就役
沿岸掃海艇
- アルキオン級×3

（M211 Alkyon） - 1968年
（M214 Avra） - 1968年
（M240 Aidon） - 1967年
- エヴロピ級×2

（M62 Evropi） - 1986年
（M63 Kallisto） - 1986年
測量艦
- （A476 Strabon） - 1989年
- （A478 Naftilos） - 1976年

調査船
- （A474 Pytheas） - 1983年

歴史船
- （Olympias）

練習帆船
- 各型×5

（A233 Maistros）、（A234 Sorokos）、（A238 Zefiros）、（A359 Ostria）、（A373 Gregos）
浮ドック
- 各型×7

補給艦
- プロメテウス（A374 Prometheus） - 2003年

支援艦
- 701型（旧ドイツ海軍、リューネブルク級補給艦）×2

（A464 Axios） - 1991年再就役
（A470 Aliakmon） - 1994年再就役
給水艦
- 各型×6

（A433 Kerkini）、（A434 Prespa）、（A466 Trichonis）、（A467 Doirani）、（A468 Kalliroe）、（A469 Stimfalia）
油槽艦
- ウラノス級×4

（A416 Ouranos） - 1977年
（A417 Hyperion） - 1977年
（A375 Zeus） - 1989年
（A376 Orion） - 1989年
急設網艦
- （A307 Thetis） - 1960年

港内支援船
- パンドラ級×2

（A419 Pandra） - 1973年
（A420 Pandrosos） - 1973年
魚雷揚収船
- 430A型×3

（A460 Evrotas）、（A461 Arachthos）、（A463 Nestos）
設標船
- テオフィロプロス級×2

（A479 Ikaravoyiannos Theophilopoulos） - 1976年
（A481 St Lykoudis） - 1976年
港内曳船
- 各型×14

（A411 Adamastos）、（A412 Aias）、（A422 Kadmos）、（A424 Jason）、（A425 Odisseus）、（A428 Nestor）、（A429 Perseus）、（A432 Gigas）、（A435 Kekrops）、（A437 Pelias）、（A439 Atrefs）、（A440 Diomidis）、（A441 Theseus）、（A442 Romaleos）
三段櫂船
- 海軍は1987年に完成した復元船「オリンピアス」の管理・運用を委託されており、普段は海軍記念公園にある乾ドックで展示されている。

### 航空機
2011年6月現在。『Jane's Fighting Ships 2011-2012』より。
回転翼機
- アグスタ-ベル 212ASW×9
- シコルスキー S70B6 エイジアン・ホーク×11